# In the End
"In The End" er den sidste single fra Linkin Parks album Hybrid Theory. Den er en af bandets mest kendte sange, og den vandt en Grammy i 2000. Den blev spillet på Live Earth helt i slutningen af koncerten. Sangen er ganske ofte blevet set som et et godt eksempel på, hvordan Chester Bennington og Mike Shinoda synger sammen.[kilde mangler]
Det er også blevet udgivet en japansk musikvideo, der hedder "In the End: Live & Rare". Den blev udgivet i Japan, fordi Mike er halvt japaner.

## Hitlister
| Hitliste (2001-03)                                    | Højeste placering |
| ----------------------------------------------------- | ----------------- |
| Australien (ARIA)                                     | 4                 |
| Østrig (Ö3 Austria Top 40)                            | 6                 |
| Belgien (Ultratop 50 Flanderen)                       | 12                |
| Belgien (Ultratop 50 Vallonien)                       | 26                |
| Croatia (HRT)                                         | 8                 |
| Danmark (Track Top-40)                                | 3                 |
| Europe (Eurochart Hot 100)                            | 14                |
| Frankrig (SNEP)                                       | 40                |
| Tyskland (Official German Charts)                     | 4                 |
| Irland (IRMA)                                         | 16                |
| Italien (FIMI)                                        | 5                 |
| Holland (Dutch Top 40)                                | 5                 |
| Holland (Single Top 100)                              | 11                |
| New Zealand (RIANZ)                                   | 10                |
| Poland (LP3)                                          | 1                 |
| Romania (Romanian Top 100)                            | 99                |
| Skotland (Official Charts Company)                    | 7                 |
| Sverige (Sverigetopplistan)                           | 3                 |
| Schweiz (Schweizer Hitparade)                         | 4                 |
| Storbritannien Singles (Official Charts Company)      | 8                 |
| Storbritannien Rock & Metal (Official Charts Company) | 1                 |
| USA Billboard Hot 100                                 | 2                 |
| USA Adult Top 40 (Billboard)                          | 15                |
| USA Alternative Songs (Billboard)                     | 1                 |
| USA Mainstream Rock (Billboard)                       | 3                 |
| USA Mainstream Top 40 (Billboard)                     | 1                 |

| Hitliste (2017)                     | Højeste placering |
| ----------------------------------- | ----------------- |
| Østrig (Ö3 Austria Top 40)          | 4                 |
| Canada (Canadian Hot 100)           | 30                |
| Tjekkiet (Singles Digitál Top 100)  | 5                 |
| Finland (Suomen virallinen lista)   | 19                |
| France (SNEP)                       | 23                |
| Tyskland (Official German Charts)   | 4                 |
| Ungarn (Single Top 40)              | 5                 |
| Ungarn (Stream Top 40)              | 5                 |
| Malaysia (RIM)                      | 11                |
| Portugal (AFP)                      | 21                |
| Slovakiet (Singles Digitál Top 100) | 16                |
| Spanien (PROMUSICAE)                | 33                |
| Schweiz (Schweizer Hitparade)       | 4                 |
| USA Billboard Hot 100               | 37                |
| USA Hot Rock Songs (Billboard)      | 3                 |

| Hitliste (2020) | Højeste placering |
| --------------- | ----------------- |

| Hitliste (2001)                  | Placering |
| -------------------------------- | --------- |
| Germany (Official German Charts) | 94        |
| Sweden (Sverigetopplistan)       | 30        |
| UK Singles (OCC)                 | 131       |

| Hitliste (2002)                   | Placering |
| --------------------------------- | --------- |
| Australia (ARIA)                  | 46        |
| Belgium (Ultratop 50 Flanders)    | 83        |
| Italy (FIMI)                      | 31        |
| Netherlands (Dutch Top 40)        | 50        |
| Netherlands (Single Top 100)      | 27        |
| US Billboard Hot 100              | 7         |
| US Mainstream Rock (Billboard)    | 8         |
| US Modern Rock Tracks (Billboard) | 2         |

| Hitliste (2017)               | Placering |
| ----------------------------- | --------- |
| US Hot Rock Songs (Billboard) | 31        |

| Hitliste (2019) | Placering |
| --------------- | --------- |
| Portugal (AFP)  | 233       |

| Hitliste (2000–2009)        | Højeste placering |
| --------------------------- | ----------------- |
| Billboard Rock Songs        | 2                 |
| Billboard Alternative Songs | 2                 |
| Billboard Pop Songs         | 36                |
| Billboard Radio Songs       | 65                |